# Vellosa

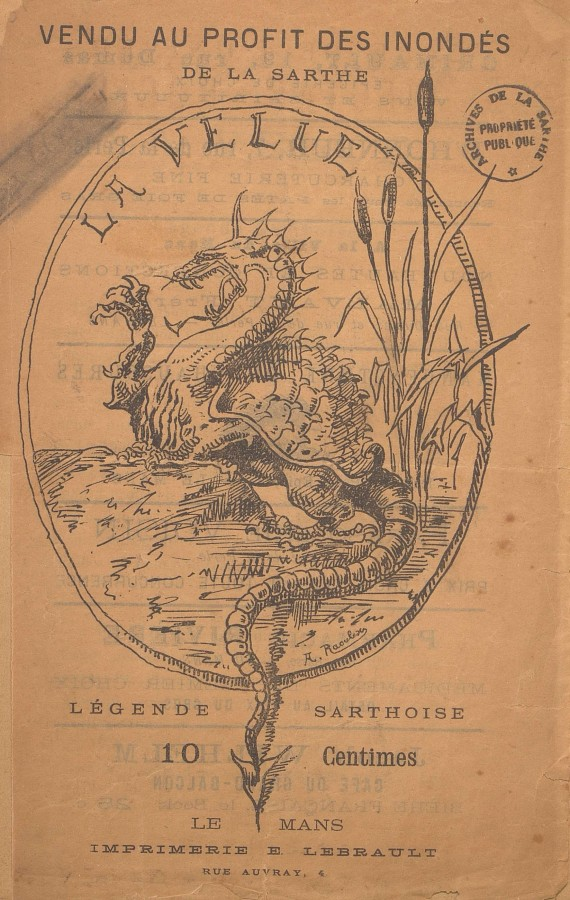
La mitica Vellosa

La Vellosa (dal francese Velue, "pelosa"), chiamata anche Peluda, è una creatura della mitologia cristiana medioevale europea. Si diceva che questa specie non avesse trovato spazio sull'arca di Noè, perché reputata troppo pericolosa. Un esemplare sopravvisse comunque al diluvio universale, e si insediò in Francia, vicino all'Huisne, ruscello della città di Ferté-Bernard.

## Aspetto
La Vellosa era grande all'incirca come un toro, aveva testa e coda di serpente, e larghissime zampe di tartaruga.  All'occorrenza sputava fiamme. Il suo corpo aveva forma sferica, ed era ricoperto da una peluria verde; sparsi sul dorso c'erano parecchi aculei, lunghi come un bastone, che iniettavano un terribile veleno. La ruvida pelle della Vellosa era praticamente impossibile da tagliare, e molto elastica, qualità che usava per sfuggire ai cacciatori quando la inseguivano: si tuffava nell'Huisne e gonfiava la pancia a dismisura, facendolo straripare.

## Comportamento
La Vellosa preferiva divorare gli esseri innocenti, come ragazze e bambini. Sceglieva la ragazza più virtuosa, che la gente chiamava l'Agnella.